# Mastadenovirus
Genre
Mastadenovirus est un genre de virus de la famille des Adenoviridae. 
Les humains et autres mammifères servent d'hôtes naturels. Ce genre regroupe 51 espèces. Le genre dans son ensemble est impliqué dans de nombreuses infections humaines, responsables de 2 à 5 % de toutes les infections respiratoires, ainsi que des infections gastro-intestinales et oculaires. Les symptômes sont généralement bénins.
Les tropismes spécifiques incluent : 
- sérotypes 3, 5 et 7 : infections des voies respiratoires inférieures ;
- sérotypes 4 et 7 : maladie respiratoire aiguë ;
- sérotypes 8, 19 et 37 : kératoconjonctivite épidémique ;
- sérotype 14 : peut entraîner des infections potentiellement mortelles ;
- sérotypes 40 et 41 : gastroentérite.

L'adénovirus canin 1 (CAdV-1) peut entraîner la mort des chiots ou une encéphalite chez d'autres espèces de carnivores,,.

## Étymologie
Le nom Mastadenovirus est dérivé du mot grec mastos pour mamelle (pour mammifère) et adenovirus, nommé d'après les végétations adénoïdes humaines où le virus a été isolé pour la première fois,.

## Liste des espèces
Le genre contient les espèces suivantes :
- Bat mastadenovirus A (en)
- Bat mastadenovirus B
- Bat mastadenovirus C
- Bat mastadenovirus D
- Bat mastadenovirus E
- Bat mastadenovirus F
- Bat mastadenovirus G
- Bat mastadenovirus H
- Bat mastadenovirus I
- Bat mastadenovirus J
- Bovine mastadenovirus A
- Bovine mastadenovirus B
- Bovine mastadenovirus C
- Canine mastadenovirus A (en)
- Deer mastadenovirus B
- Dolphin mastadenovirus A
- Dolphin mastadenovirus B
- Equine mastadenovirus A
- Equine mastadenovirus B
- Guinea pig mastadenovirus A
- Human mastadenovirus A
- Human mastadenovirus B
- Human mastadenovirus C
- Human mastadenovirus D
- Human mastadenovirus E
- Human mastadenovirus F
- Human mastadenovirus G
- Murine mastadenovirus A
- Murine mastadenovirus B
- Murine mastadenovirus C
- Ovine mastadenovirus A
- Ovine mastadenovirus B
- Ovine mastadenovirus C
- Platyrrhini mastadenovirus A (en)
- Polar bear mastadenovirus A
- Porcine mastadenovirus A (en)
- Porcine mastadenovirus B (en)
- Porcine mastadenovirus C (en)
- Sea lion mastadenovirus A
- Simian mastadenovirus A
- Simian mastadenovirus B
- Simian mastadenovirus C
- Simian mastadenovirus D
- Simian mastadenovirus E
- Simian mastadenovirus F
- Simian mastadenovirus G
- Simian mastadenovirus H
- Simian mastadenovirus I
- Skunk mastadenovirus A
- Squirrel mastadenovirus A
- Tree shrew mastadenovirus A